# Aprostocetus venustus
Aprostocetus venustus är en stekelart som först beskrevs av Charles Joseph Gahan 1914.  Aprostocetus venustus ingår i släktet Aprostocetus och familjen finglanssteklar. Arten är reproducerande i Sverige. Inga underarter finns listade i Catalogue of Life.